# Айван, єдиний і неповторний (книга)
Айван, єдиний і неповторний (англ. The One and Only Ivan) — роман 2012 року, написаний Кетрін Епплгейт та проілюстрований Патрісією Кастелао. Йдеться про сріблястоспинну горилу, на ім'я Айван, яка жила в клітці торгового центру, і написана від імені Айвана. У 2013 році його було названо лауреатом медалі Ньюбері. Він здобув кілька інших нагород і наразі номінований до кількох списків літератури.

## Сюжет
Історія єдиного і неповторного Айвана відбувається на виході 8 з торгового центру Big Top Mall, біля відеозалу. За його власними підрахунками, Айван, сріблястоспинна горила, прожив у неволі в торговому центрі Big Top Mall вже 9876 днів. Він живе у своєму маєтку і загалом задоволений своїм життям. Він дивиться телевізор, їсть банани та створює витвори мистецтва, які продає власник. Разом з Айваном у торговому центрі живуть слониха Стелла та бездомний собака Боб. Стелла — старша слониха, яка має хронічну травму однієї ноги та регулярно виступає у щоденних шоу. На відміну від Айвана, Стелла має довгу пам'ять і може пам'ятати життя в інших місцях, як-от цирк, де її навчили багатьох своїх трюків. Однак Стелла хотіла жити в зоопарку, бо там набагато ширші простори для своїх володінь. Стелла вважає, що добрі зоопарки — це спосіб, яким люди виправляють свою провину.
Коли Рубі, слоненя, приносять до торгового центру Big Top Mall, щоб жити зі Стеллою та навчатися нових трюків, усе починає змінюватися. Стара травма Стелли призводить до її хвороби. Безпосередньо перед тим, як Стелла помирає від хвороби, вона просить Айвана подбати про Рубі та знайти їй краще місце. Айван обіцяє, що подбає про Рубі, хоча й не знає, як йому це вдасться.
Після смерті Стелли Айван починає згадувати своє життя до торгового центру «Big Top Mall» і те, як це було — мати свободу, хоча б для того, щоб мати якісь історії, які можна розповісти Рубі. Поки Мак, власник торгового центру Big Top Mall, намагається навчити Рубі трюків, Айван на власні очі став свідком знущань, яким вона піддається, і починає вирішувати, як виконати свою обіцянку Стеллі.
Коли Джулія, дочка доглядача Джорджа, дає Айвану пальчикові фарби, він починає здогадуватися, як допомогти Рубі. Він також змінює свою думку про торговий центр Big Top Mall. Він більше не вважає свій район своїм володінням, а кліткою.
Айван використовує своє мистецтво, щоб створити велику картину зі слова «дім». Після того, як Джулія склала літери разом і зрозуміла, що намагається передати Айван, Джордж і Джулія допомагають йому, розміщуючи їх на рекламному щиті біля торгового центру «Big Top Mall». Коли люди бачать нові вивіски, вони починають протестувати проти поводження з тваринами. Слідчих відправляють до торгового центру «Big Top Mall», і зрештою його закривають. Айвана, Рубі та інших тварин забирають до зоопарку. Айван деякий час живе в білій коробці, лише зрідка відвідуючи зоопарк, щоб звикнути до життя дикої горили, але потім він починає жити зі своєю новою родиною горил у зоопарку. Пізніше він дізнається, що Боб став домашнім улюбленцем Джулії і що його та Рубі усиновив один і той самий зоопарк, де вони почали адаптуватися до нових місць проживання та інших тварин, з якими тепер живуть.

## Персонажі
- Айван: Безтурботна горила, який живе в торговому центрі «Big Top Mall» та відеозалі вже 27 років. Айван провів більшу частину свого життя в неволі, живучи або в людському будинку, або в торговому центрі Big Top Mall and Video Arcade біля виходу 8. Він мало що пам'ятає про своє життя до полону і зріс у задоволенні життям у торговому центрі. У міру розвитку історії Айван розуміє, що його життя не задовільне, і він намагається врятувати Рубі та себе, відправивши їх обох до зоопарку, де вони проведуть решту свого життя.
- Стелла: Старша слониха, яка жила в мандрівному цирку, перш ніж зазнала травми й була продана Маку. Стелла має довгу пам'ять і набагато більше воліла б жити в зоопарку. Вона отримує обіцянку від Айвана піклуватися про Рубі, якщо сама не зможе. Вона також помирає від інфекції ноги.
- Боб: Бродячий собака, який живе з Айваном на його території. Боб задоволений тим, що він бродячий собака, і не бажає, щоб його прихистила людина. До кінця книги натякається, що його прихистила родина Джулії.
- Мак: Власник невеликого торгового центру та цирковий клоун за сумісництвом; він купив Айвана у браконьєрів, які спіймали його в його будинку в Африці. Мак не часто з'являється в книзі. Він здається загалом хорошою людиною. Однак його бізнес зазнає невдачі, і він не може дозволити собі утримувати торговий центр так, як раніше. Його дії щодо Стелли та Рубі зрештою спонукають Айвана спробувати перевести Рубі до зоопарку.
- Джордж: Доглядач торгового центру. Джордж — хороша людина, яка піклується про тварин і торговий центр. Однак він невпевнений у своїй допомозі їм, бо боїться втратити роботу.
- Джулія: донька Джорджа, яка надихає Айвана полюбити малювання. Джулія допомагає айвану перевезти Рубі та інших тварин до зоопарку.
- Рубі: Слоненя, яке щойно з'явилося в торговому центрі. Рубі нещодавно втратила матір і ніколи раніше не навчалася циркових трюків. Саме ставлення Мака до Рубі зрештою спонукає Айвана спробувати знайти спосіб врятувати її. Вона також може розпізнати, чи брешуть люди.
- Тельма: Папуга-повторник, який живе в торговому центрі.
- Мерфі: Білий кролик, чия робота в цирку полягає в тому, щоб їздити на маленькій червоній пожежній машині та обприскувати людей зі шланга.
- Кіньяні: Самка горили, яку Айван зустрічає в зоопарку.
- Майя: Власниця зоопарку, яка привозить до зоопарку Айвана, Рубі та всіх тварин з торгового центру «Big Top Mall».

## Натхнення
Хоча «Єдиний і неповторний Айван» — це повністю вигадана історія, вона натхненна реальною історією Айвана, який прожив у подібній ситуації 27 років. Зрештою, Айвана усиновив зоопарк Атланти у 1994 році.

## Рецепція
Книга отримала позитивний відгук із середнім балом 4,25 на Goodreads. Згідно з Kirkus Reviews, «Айван доречно розповідає свою історію короткими, насиченими образами реченнями та гострими, часом гумористичними спостереженнями, які ще більше зворушують своєю простотою подачі… Абсолютно правдоподібна, ця гірко-солодка історія… надихне нове покоління прихильників». Джонатан Хант написав у журналі «The Horn Book Magazine»: «Вибір розповісти цю історію від першої особи та персоніфікувати горилу з цілим спектром людських думок, почуттів та емоцій ставить перед читачем важливі питання не лише про те, що означає бути людиною, але й про те, що означає бути живою істотою, і який тип спорідненості ми всі поділяємо». Керолін Фелан написала в Booklist, що «текст, написаний від першої особи з точки зору Айвана, добре яскраво передає його особистість, емоції та інтелект, а також створює відчуття інакшості з його точки зору». У статті для School Library Journal Елізабет Берд сказала: «У ній немає нічого вишуканого чи дорогоцінного. Тільки гарний чіткий стиль письма, складні персонажі та історія, яка перетворить наймлявіших читачів на активістів за права тварин. Епплгейт написала справді приголомшливу книгу, яка говорить про найкраще та найгірше в кожному з нас».

## Сиквели
За «Єдиним і неповторним Айваном» у 2020 році вийшов «Єдиний і неповторний Боб», представлений від імені найкращого друга Айвана, собаки Боба.
Друге продовження під назвою «Єдина й неповторна Рубі» опубліковано у 2023 році, дія якого відбувається після подій «Єдиного й неповторного Боба», де вона розповідає Айвану та Бобу про свої дні в Савані.
Третє та останнє продовження під назвою «Єдина й неповторна родина» опубліковано у 2024 році, в якому зображено сімейне життя Айвана: він розповідає про своє раннє життя в Африці та торговий центр «Big Top Mall».

## Кіноадаптація
9 квітня 2014 року оголошено, що Disney може адаптувати книгу разом з Еллісон Ширмур для продюсування. 6 травня 2016 року було оголошено, що режисером фільму буде Майк Ньюелл, але 1 березня 2018 року його замінила Теа Шерок. Сценарій написав Майк Вайт. У фільмі знімаються Сем Роквелл, який озвучує Айвана, Анджеліна Джолі, яка озвучує Стеллу, Браян Кренстон у ролі Мака, Аріана Грінблатт у ролі Джулії та Рамон Родрігес у ролі Джорджа, Бруклін Прінс, яка озвучує Рубі, Чака Хан, Гелен Міррен та Майк Вайт, який озвучує ексклюзивних персонажів Генрієтту, Снікерса та Френкі, Денні ДеВіто, який озвучує Боба, а також Індіра Варма та Елеонор Мацуура в нерозкритих ролях. Ширмур, яка померла 19 січня 2018 року, все ще мала б статус продюсера разом із Джолі та Брігемом Тейлором. Виробництво фільму розпочалося 1 травня 2018 року. Спочатку планувався вихід фільму в кінотеатрах на 21 серпня 2020 року; однак через закриття кінотеатрів, спричинене пандемією COVID-19, його змінили на Disney+ Original у форматі відео на вимогу.

## Український переклад
2017 року книга «Айван, єдиний і неповторний» вийшла друком українською у перекладі Ірина Вяхк у видавництві КМ-Букс.

## Спосилання
- The One and Only Ivan at Goodreads
- Obituary of Ivan on npr.org blog